# Карзин, Иван Михайлович
Иван Михайлович Карзин (1854—1921) — русский агроном, селекционер.

## Биография
Родился в 1854 году. В 1885 году окончил Петровскую сельскохозяйственную академию.
В 1905—1921 годах трудился в Сибири, где одним из первых начал заниматься селекцией и организацией семенного дела. Для восстановления плодородия поднял вопрос о создании «скороспелых искусственных залежей» путём засеивания многолетней травы.
Основные научные работы посвятил селекции подсолнечника панцирного и пшенице «Ноэ», а также испытанию ячменя и картофельных сортов в Западной Сибири.
Владел крупным сельским хозяйством. По утверждению Сибирской советской энциклопедии, имел заметный политическое вес «в кругах сибирской буржуазии».

## Некоторые сочинения
- Изучение почв и климата заселяемых районов Западной Сибири;
- Житняк как посевная трава для Акмолинской области[1].